# 浙江彭氏
浙江彭氏（チョルガンペンし、朝鮮語: 절강팽씨）は、朝鮮の氏族の一つ。本貫は中華人民共和国浙江省である。2015年の調査では、1,645人である。
始祖は壬辰倭乱の時に明から李氏朝鮮に援軍として派兵された明軍の将軍の彭友徳である。
彭友德は息子の彭信古と共に多くの戦功を挙げ、その後、彭友德と彭信古は李氏朝鮮に帰化した。